# Léua
Léua es un localidad y municipio de la provincia de Moxico en Angola. En julio de 2018 tenía una población estimada de 36 552 habitantes.
Se encuentra ubicado al este del país, cerca del curso alto de los ríos Zambeze y Okavango, y de la frontera con Zambia y República Democrática del Congo.